# Navzkrižno pretovarjanje
Navzkrižno pretovarjanje (angl. cross-docking) je proces v logistiki, pri katerem ni skladiščenja materialov, nedokončanih ali dokončanih izdelkov.

## Definicija sistema navzkrižnega pretovarjanja
Navzkrižno pretovarjanje je proces hitrega transporta in prerazporejanja blaga (»flow through stock«) znotraj distribucijskega centra, od sprejema blaga v DC (distribucijski center) s tovornimi vozili ali železniškimi zabojniki do odpreme blaga. Cilji procesa navzkrižnega pretovarjanja so na primer sortiranje blaga, ki je namenjeno na različne destinacije, ali nakladanje blaga na tovorna vozila s skupno ali podobno destinacijo.

## Zgodovina navzkrižnega pretovarjanja
Proces navzkrižnega pretovarjanja je bil prvič uporabljen v transportni industriji v Združenih Državah Amerike v 30-ih letih 20. stoletja in je do danes nenehno v uporabi. Ameriška vojska je začela koristiti operacije navzkrižnega pretovarjanja v 50-ih letih. Poimenovanje tega procesa izhaja iz ameriške korporacije Wal-Mart iz 80-ih let dvajsetega stoletja. Podjetje je proces, pri katerem naroči velike količine blaga, ki jih ne skladišči, temveč jih pripravi za odpremo, imenovalo »cross-docking«. Blagu je po navadi dodana črtna koda, s pomočjo katere je možno sortiranje blaga po trgovinah v DC, proces pa je p onavadi dokončan v 24 urah.

## Razlogi, prednosti in slabosti uporabe sistema navzkrižnega pretovarjanja z vidika deležnikov

### Proizvajalec
- točno poznavanje kupčevih potreb in želja s pomočjo informacijske tehnologije,
- optimizacija proizvodnih procesov,
- manjše potrebe po velikih zalogah,
- stroškovno bolj učinkovita proizvodnja

### Distributer
- možnost sestavljanja zbirnih prevozov blaga oziroma sestavnih delov različnih proizvajalcev, npr. računalniška industrija,
- ni potrebno veliko skladišče in ni preobremenjenega skladišča,
- blaga ni treba fizično preveč premakniti,
- manjša verjetnost, da se blago pokvari
- povečanje zaupanja med deležniki zaradi verodostojne identifikacije blaga (npr. črtne kode)

### Kupec ali trgovec
- dobava svežega blaga
- večje tveganje zaradi možnosti zamujanja blaga in možnosti pomanjkanja zalog

### Skupni razlogi
- potreba po nenehni komunikaciji med dobavitelji, DC-ji in kupci oziroma trgovci
- geografska oddaljenost dobavitelja in kupca, po navadi v razmerju en dobavitelj – več kupcev
- visoki transportni stroški
- stroški blaga v tranzitu
- kompleksnost nakladanja blaga
- težave pri upravljanju z različnimi vrstami blaga hkrati
- integracija logističnih računalniških sistemov med dobavitelji, trgovci in prevozniki
- sledenje blagu v tranzitu